# El Dorado. Estampas de viaje y cultura de la Colombia suramericana
El Dorado. Estampas de viaje y cultura de la cultura suramericana (El Dorado. Reise - und Kulturbilder aus dem Südamerikanischen Columbien) es un diario de viaje del siglo XIX del suizo Ernst Röthlisberger publicado en 1898. En este se relata su viaje iniciado cerca de Berna, el miércoles 23 de noviembre de 1881, y que concluye el 3 de abril de 1886 en el Valle de Travers en Suiza.

## Motivaciones del viaje
En el verano de 1881, el doctor Carlos Holguin Mallarino quien habló en Berna ante el Consejo Federal (Bundesrat) solicitando se designara por parte del pueblo Suizo a un joven profesor para hacerse cargo de una cátedra de filosofía e historia en la Universidad Nacional de Colombia. Los profesores Basilius Hidber y Friedrich Wilhelm Franz Nippold recomendaron a Ernst Röthlisberger para este cargo en Sudamérica y este decide aceptar y embarcarse hacía Colombia.

## Ediciones
La primera edición es publicada en Berna por Ernst Röthlisberger con la editorial Schmid & Francke. Esta edición incluye ilustraciones y es publicada después de más de una década del regreso del autor a casa. 
La segunda edición en alemán de la obra se publica en 1929 por los hijos del autor: Walter Röthlisberger Ancízar, Manuel Röthlisberger Ancízar y Blanca Röthlisberger Ancízar. Esta publicación se da en Alemania con la editorial Strecker und Schröder en Stuttgart. Se incluye un mapa de Colombia de la Casa Kümmerly & Frey, de Berna. Esta edición cuenta con fotografías de la década de los veinte y con relatos acompañando cada capítulo original, escritos principalmente por Walter. 
En 1963 aparece la primera edición en español gracias al Banco de la República, la cual es una traducción de la edición en alemán de 1929, realizada por Antonio de Zubiaurre Martínez. En esta no se incluyen las fotografías y grabados de las ediciones alemanas. El prólogo de esta edición es de Walter Röthlisberger. Posteriormente en 1993 se realiza una reimpresión por parte del Banco de la República y Colcultura que posee las carencias señaladas y además no cuenta con el relato original del tramo inicial del viaje de Ernst Röthlisberger. Esta edición cuenta con un prólogo escrito por Jorge Orlando Melo. 
En el año 2016, la Universidad Nacional de Colombia publica una nueva edición de dos tomos de la obra, editados por Alberto Gómez Gutiérrez. En el primer tomo se organiza la versión original de Ernst Rothlisberger junto con los apuntes del tramo inicial traducidos por sus descendientes Inés Röthlisberger de García-Reyes y Mónica Röthlisberger de Navas. El segundo volumen incluye los relatos de Walter Röthlisberger y las fotografías de la década de los veinte además de un acercamiento de carácter biográfico al autor de El Dorado. Adicionalmente, el tomo dos incluye anexos documentales como contratos, cartas y diplomas, entre otros. Esta edición está dedicada a Walter Röthlisberger Ancízar y a Gertrud Fischbacher Kuhn. 
La quinta edición es del año 2017 y es parte del proyecto de la Biblioteca Básica de Cultura Colombiana de la Biblioteca Nacional de Colombia. Esta edición toma el relato original del autor e incluye el fragmento inicial del viaje traducido en la edición anterior. Además esta edición cuenta con ilustraciones y es un recurso en línea de la biblioteca.

## Estructura
El texto se divide en doce capítulos originalmente y en las diferentes ediciones han aparecido otras secciones. Desde la segunda edición del libro aparecen notas de Walter Röthlisberger con base en su experiencia en el país a principios del siglo XX y como anotación a lo escrito por su padre, Ernst Röthlisberger. Röthlisberger relata de forma detallada su recorrido para llegar a Colombia y su capital; además, de contar sus experiencias en diferentes lugares del país. Dedica algunos capítulos no solo a hablar de Bogotá sino de cómo era vivir en esta. Particularmente algunos capítulos era de carácter histórico en los que contaba como sobre la colonia, la independencia y los cambios políticos espcialmente constitucionales.

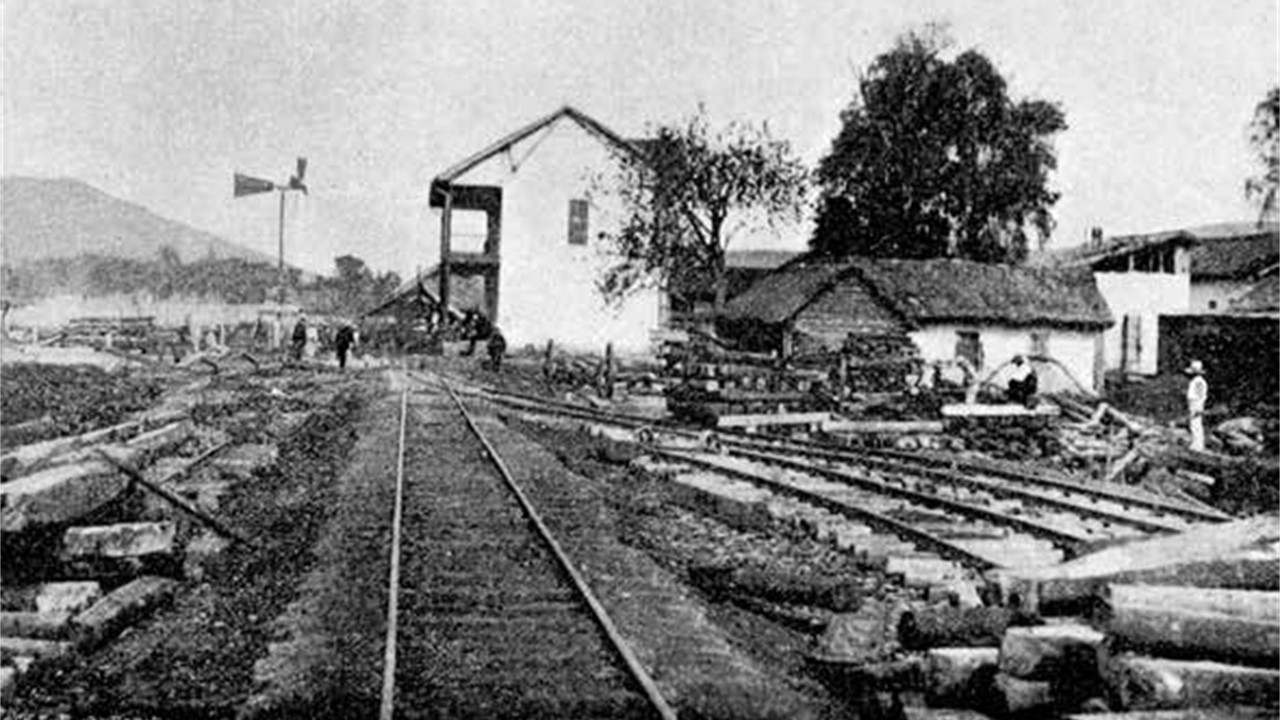
Estación de tren de Facatativá en 1881

1. Por las Antillas Francesas a Colombia
2. Por el Magdalena. Ascenso a los Andes
3. Colombia y su capital
4. Vida y trajines en Bogotá
5. La vida cultural
6. Correrías
7. Conquista del país. Población aborigen. Razas
8. En los Llanos
9. La liberación y el libertador
10. Colombia. Años de aprendizaje
11. Revolución
12. Regreso a la patria

## Comentarios
En el prólogo de la segunda edición en español quién era el director de la Biblioteca Luis Ángel Arango (BLAA), Jorge Orlando Melo, se refiere a El Dorado como: 

[...] uno de los libros de descripción de nuestro país más equilibrados y sólidos del siglo, a diferencia de muchos viajeros que pasaban por Colombia como una ráfaga para dar abasto a la afición europea por relatos exoticos, y que debían por ellos concentrarse en lo pintoresco y dramático, Röthlisberger refleja sus tres años de residencia en el país [...] quizá esto le quita al libro los adornos de la observación aguda más o menos casual, pero esto está más que compensado por el esfuerzo sistemático de comprender tanto el proceso histórico del país, como su estructura social”

Por otro lado, Jaime Jaramillo Uribe en un artículo del año 2002 de la revista Historia Crítica habla sobre la importancia de revisar los textos de viajeros extranjeros  como “fuentes de conocimiento histórico y social” que pueden tomarse como fuentes de carácter primario, allí menciona el trabajo de Röthlisberger además por este haber sido un académico extranjero que impulsó la actividad intelectual en Colombia.